# Fatima Bara
Pour les articles homonymes, voir Bara.
Fatima Bara (en arabe : فطيمة بارة), née le 21 février 1990 à El Harrach, est une footballeuse internationale algérienne jouant au poste d'arrière gauche à l'ASE d'Alger Centre.

## Biographie

### Carrière en club
Fatima Bara est née le 21 février 1990 à El Harrach dans la wilaya d'Alger. Elle a joué pour le club d'Alger Centre en Algérie.

### Carrière en sélection
En février 2016, elle est appelée en équipe d'Algérie par le sélectionneur national Azzeddine Chih, pour participer à une double confrontation amicale face au Mali, dans le cadre de la préparation aux qualifications de la CAN 2016,.
Le 29 février, elle est de nouveau appelée pour participer à un stage en vue du premier match des qualifications de la CAN 2016. Le 6 mars 2016, elle est titulaire, contre l'Éthiopie lors du match aller du premier tour des qualifications de la CAN 2016,. Le match se solde par une victoire 1-0 des Algériennes.
En juin 2017, elle est de nouveau sélectionnée, pour participer à une double confrontation amicale contre la Jordanie, lors d'un stage de préparation pour les éliminatoires de la CAN 2018,. La sélection étant parvenue à se qualifier, elle participe au tournoi en novembre 2018 au Ghana. Le 23 novembre 2018, elle est titulaire face au Mali (défaite 2-3), lors du troisième et dernier match du groupe. L'Algérie est éliminé dès le premier tour avec trois défaites.
Elle participe également aux éliminatoires pour les Jeux Olympiques 2020 de Tokyo.
En octobre 2021, elle fait partie des joueuses convoquées pour deux rencontres contre le Soudan dans le cadre des éliminatoires de la CAN 2022. Le 20 octobre 2021, elle marque un but lors de la victoire historique 14-0 contre le Soudan,. Le match retour prévu le 26 octobre est finalement annulé à la suite du coup d'État au Soudan.
En septembre 2021, elle est convoquée par la sélectionneuse nationale Radia Fertoul pour participer à un stage de préparation pour les éliminatoires de la CAN 2022,. Le 18 février 2022, elle est titulaire, lors de la défaite 2-0 contre l'Afrique du Sud, au match aller du dernier tour qualificatif pour la CAN 2022.

## Statistiques

### Statistiques détaillées
| Saison                | Club                  | Championnat           | Championnat | Championnat | Coupe(s) nationale(s) | Coupe(s) nationale(s) | Algérie | Algérie | Total | Total |
| Saison                | Club                  | Division              | M.          | B.          | M.                    | B.                    | M.      | B.      | M.    | B.    |
| 2020-2021             | ASE d'Alger Centre    | Division 1            | -           | -           | -                     | -                     | -       | -       | 0     | 0     |
| 2021-2022             | ASE d'Alger Centre    | Division 1            | -           | -           | -                     | -                     | -       | -       | 0     | 0     |
| 2022-2023             | ASE d'Alger Centre    | Division 1            | -           | -           | -                     | -                     | -       | -       | 0     | 0     |
| Sous-total            | Sous-total            | Sous-total            | -           | -           | -                     | -                     | 0       | 0       | 0     | 0     |
| Total sur la carrière | Total sur la carrière | Total sur la carrière | -           | -           | -                     | -                     | 0       | 0       | 0     | 0     |

### En sélection

#### Matchs internationaux
Le tableau suivant liste les rencontres de l'équipe d'Algérie dans lesquelles Fatima Bara a été sélectionnée depuis le  jusqu'à présent.